# Cappella dei Magi

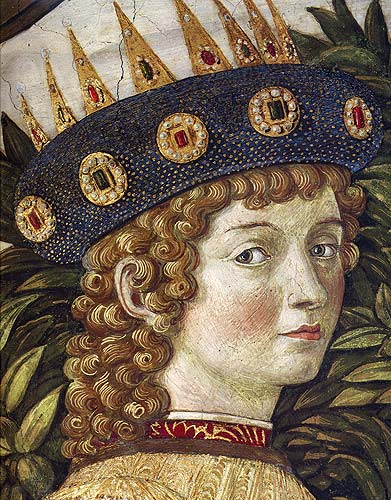
Detalle de la pared Este (rey Gaspar)

La Cappella dei Magi ("capilla de los Reyes Magos" en italiano) es una estancia del piano nobile ("planta noble") del Palazzo Medici Riccardi, en Florencia. Sus muros están cubiertos por un ciclo de frescos de Benozzo Gozzoli (entre 1459 y 1461). En el siglo XVII se destruyó parte de la superficie pictórica para abrir una nueva escalera, que es el acceso actual a la capilla.

## Características

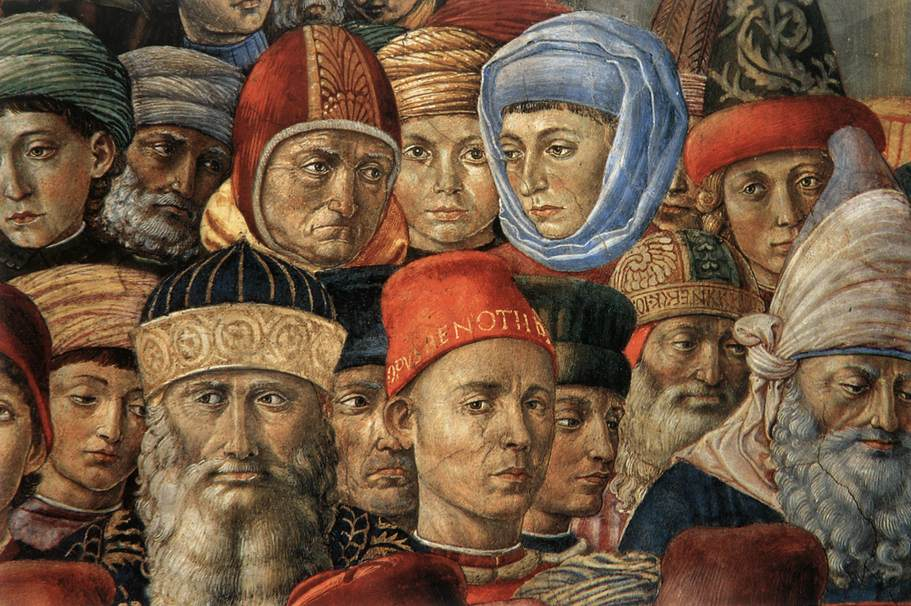
Detalle de la pared Este (autorretrato de Gozzoli y retratos de personajes florentinos de su época)

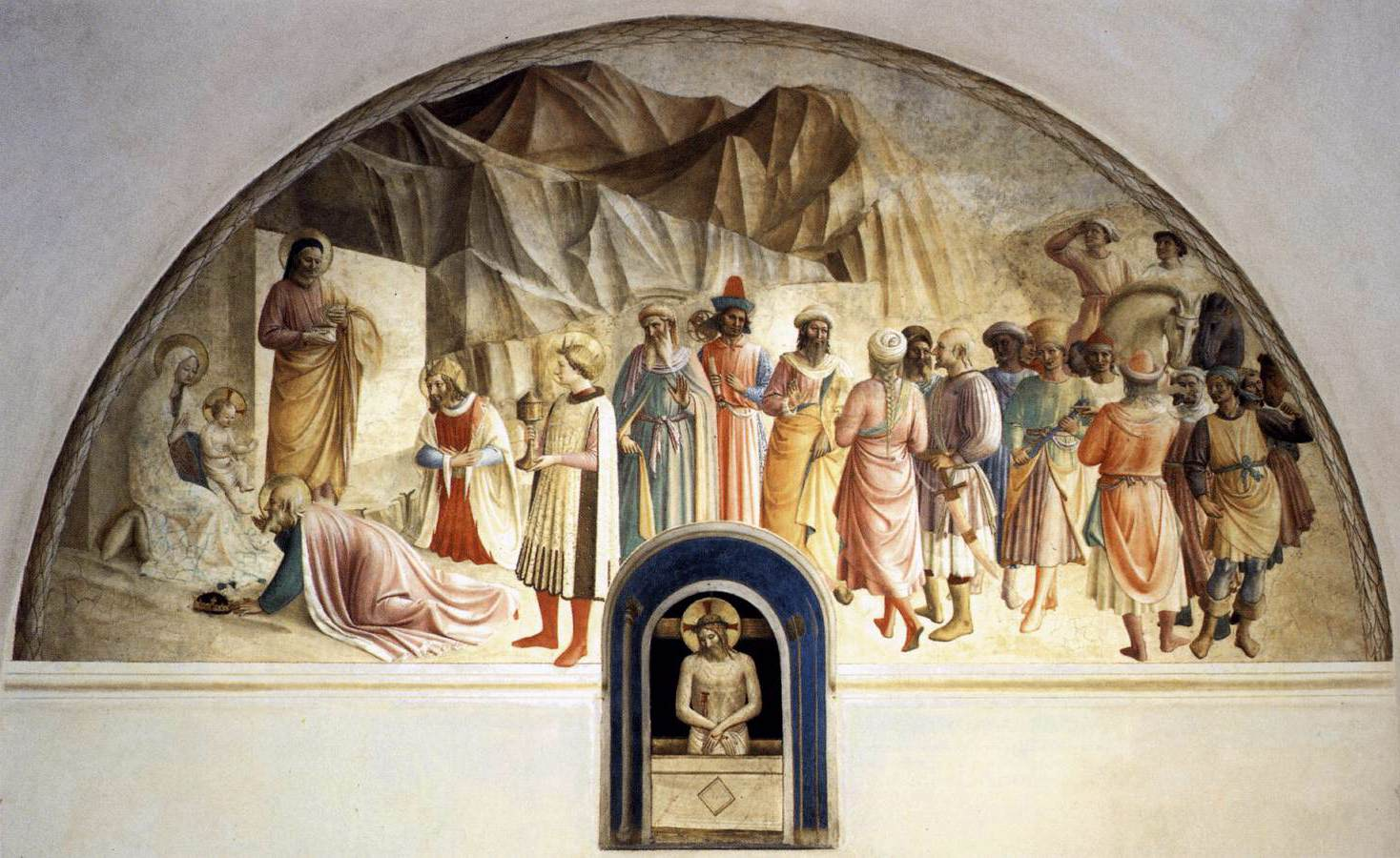
La adoración de los Magos de Fra Angelico en San Marcos (1438-1446)

La capilla fue una de las primeras partes del palacio en ser decoradas tras el final de su construcción por Michelozzo di Bartolomeo. Por encargo de Piero di Cosimo "el Gotoso", cabeza de la familia Médici, Gozzoli pintó al fresco tres de los muros con el tema del Viaje de los Magos a Belén, aunque el asunto religioso no parece más que un pretexto o justificación para la glorificación de los Médici y una oportunidad para que el pintor demostrara su maestría en tres géneros pictóricos: el retratístico, el ecuestre y el paisajístico. Además de escenas anecdóticas de caza, en el primer plano se representa un cortejo ecuestre o cabalgata de personajes identificables veinte años atrás: los asistentes al Concilio de Florencia (1438-1439), durante el que los Médici tuvieron la oportunidad de estar presentes en un acontecimiento histórico de especial trascendencia (la reconciliación entre el cristianismo oriental y el occidental tras el cisma de Oriente). El lujo y magnificencia con que se exhibieron los dignatarios bizantinos causó impresión, y se pone de manifiesto en las poses, joyas y ropajes representados en los frescos. El fondo permitió a Gozzoli desarrollar un detallado paisaje toscano que muestra una probable influencia de los primitivos flamencos (el comitente coleccionaba tapices de esa procedencia). Los Médici y su corte se representan en la pared Este. En una obra contemporánea, La Flagelación (Piero della Francesca, 1444-1469), podrían haberse representado de algunos de los mismos personajes de estos frescos, aunque tales identificaciones están fuertemente debatidas. Al simbolismo teológico de los colores, se añade el simbolismo político (blanco, rojo y verde son los colores de los Médici).
En el siglo XV la Compagnia dei Magi o Compagnia della Stella era una de las congregaciones más importantes de Florencia, protegida por los Médici, que tenían una particular devoción por los Magos (además de la capilla de su palacio, les reservaron la decoración de la capilla de Cosme el Viejo en el convento de San Marcos -la Adoración de los Magos de Fra Angelico-). Esta hermandad celebraba cada tres años (desde 1447 cada cinco) uno de los festejos más suntuosos de la ciudad toscana, representando el viaje de los Reyes Magos por las calles, de forma similar a como se celebra en la actualidad la cabalgata de los Reyes Magos.

## Pared Este
En la pared Este se representa al más joven de los Magos, que abre la comitiva montando un caballo blanco y vestido de ese mismo color (Gaspar, procedente de Asia, encarna la juventud del sol naciente, y lleva el incienso, que representa la fe, al igual que el simbolismo del blanco). Muchas veces ha sido identificado con Lorenzo el Magnífico, aunque parece más probable que dada su edad cuando se realizó el fresco (entre diez y doce años), no se le representara en esta posición tan destacada, sino en otro lugar. En su compañía va el resto de la familia Médici: Piero "el Gotoso" en un caballo blanco y Cosimo (Cosme el Viejo, el fundador de la dinastía) en un humilde burro; les siguen Sigismondo Pandolfo Malatesta y Galeazzo Maria Sforza (señor de Rímini y duque de Milán respectivamente, que no tomaron parte en el Concilio, pero eran invitados de los Médici en Florencia en la época en que se pintaron los frescos). Tras ellos, una procesión de ilustres florentinos, como los humanistas Marsilio Ficino y los hermanos Pulci, miembros de los gremios artísticos y el propio Benozzo Gozzoli (que mira directamente al espectador y puede ser reconocido por una cartela en su sombrero rojo que indica Opus Benotii). Los jóvenes que están tras él han sido identificados como el pequeño Lorenzo (futuro Lorenzo "el Magnífico"), reconocible por su característica nariz respingona, y su hermano menor, Giuliano. También se identifican los representantes financieros de la casa Médici en Brujas, Lyon y Roma.

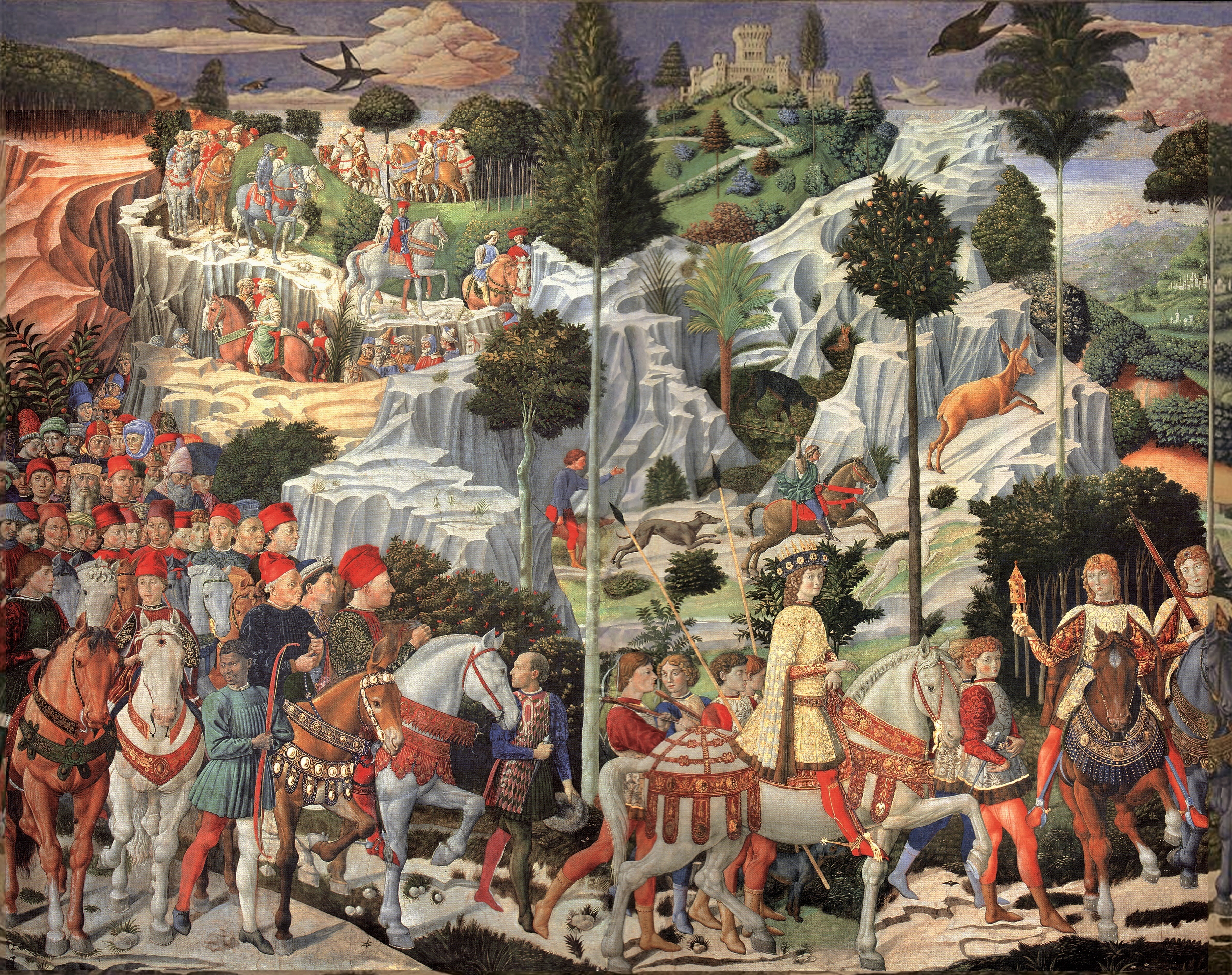
Pared Este.

## Pared Sur
En la pared Sur se representa al mago de edad intermedia, montando un caballo blanco y vestido de verde (Baltasar, procedente de África -se le representa con tez más morena-, encarna la madurez del sol de mediodía, y lleva la mirra, que simboliza la esperanza, como el color verde). Está encarnado por el emperador bizantino Juan VIII Paleólogo. Los tres pajes a caballo que le siguen fueron identificados como las hijas de Piero (Nannina, Bianca y Maria), pero actualmente se niega esa posibilidad.

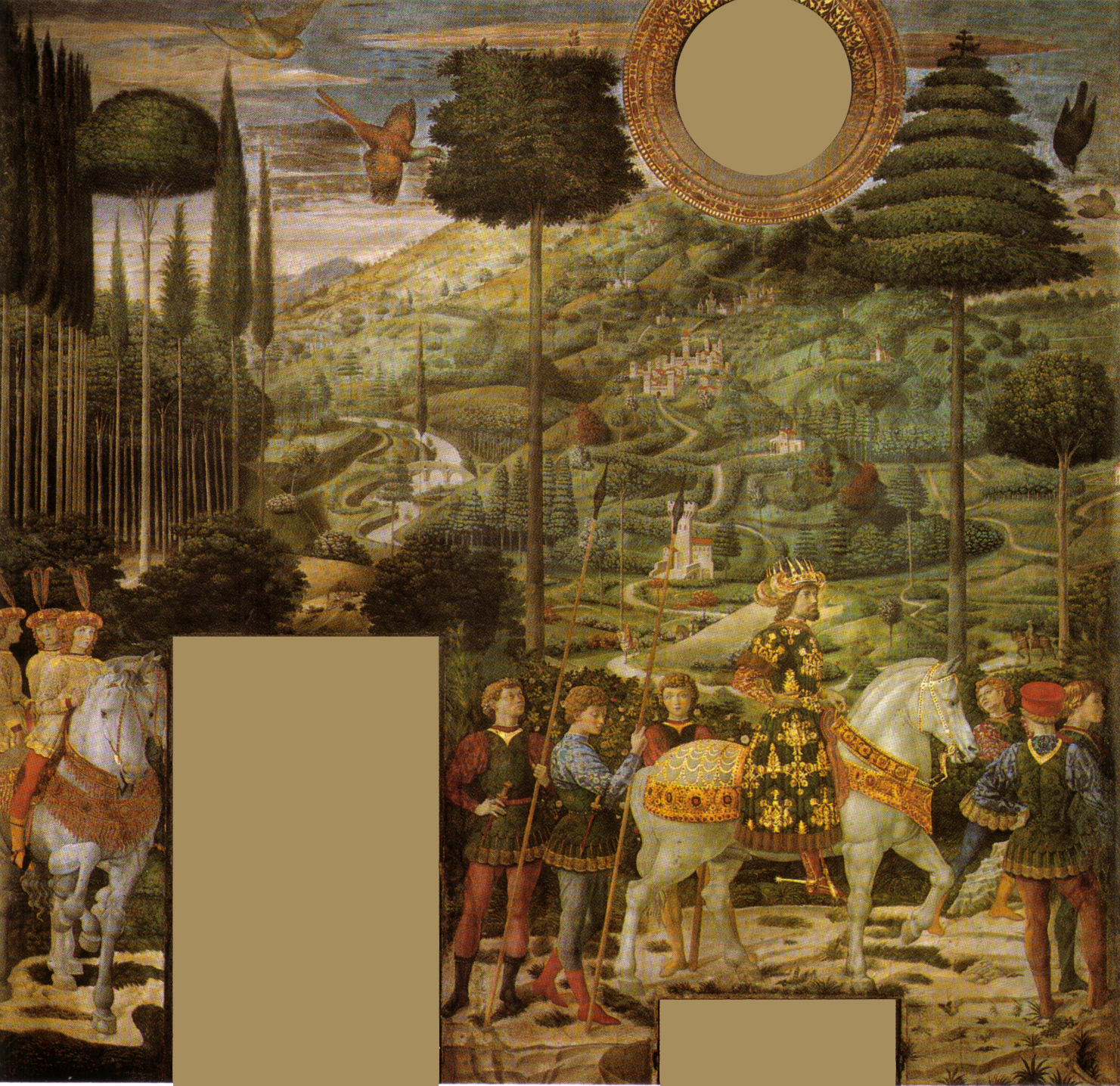
Pared Sur.

## Pared Oeste
En la pared Oeste se representa al mago de mayor edad, vestido de rojo (Melchor, procedente de Europa, que encarna la vejez del sol poniente, y lleva el oro, que simboliza la caridad, como el color rojo). Se le identifica tradicionalmente con José II de Constantinopla, el patriarca que murió en Florencia durante el Concilio. También se ha propuesto la identificación de emperador Segismundo (quien, aunque no estuvo presente en Florencia -murió en 1437-, había convocado el Concilio de Constanza en 1414, en lo que se debería entender como el inicio del diálogo con los bizantinos). Se le representa como a Cosimo, montado en un burro, en actitud apaciguadora. Les precede un paje vestido de azul con un leopardo sobre su caballo, que tradicionalmente se ha identificado como Giuliano, aunque actualmente se duda de ello, dada la edad que tenía por entonces (entre seis y ocho años) y de la posibilidad de identificarlo con un niño en otro lugar del fresco.

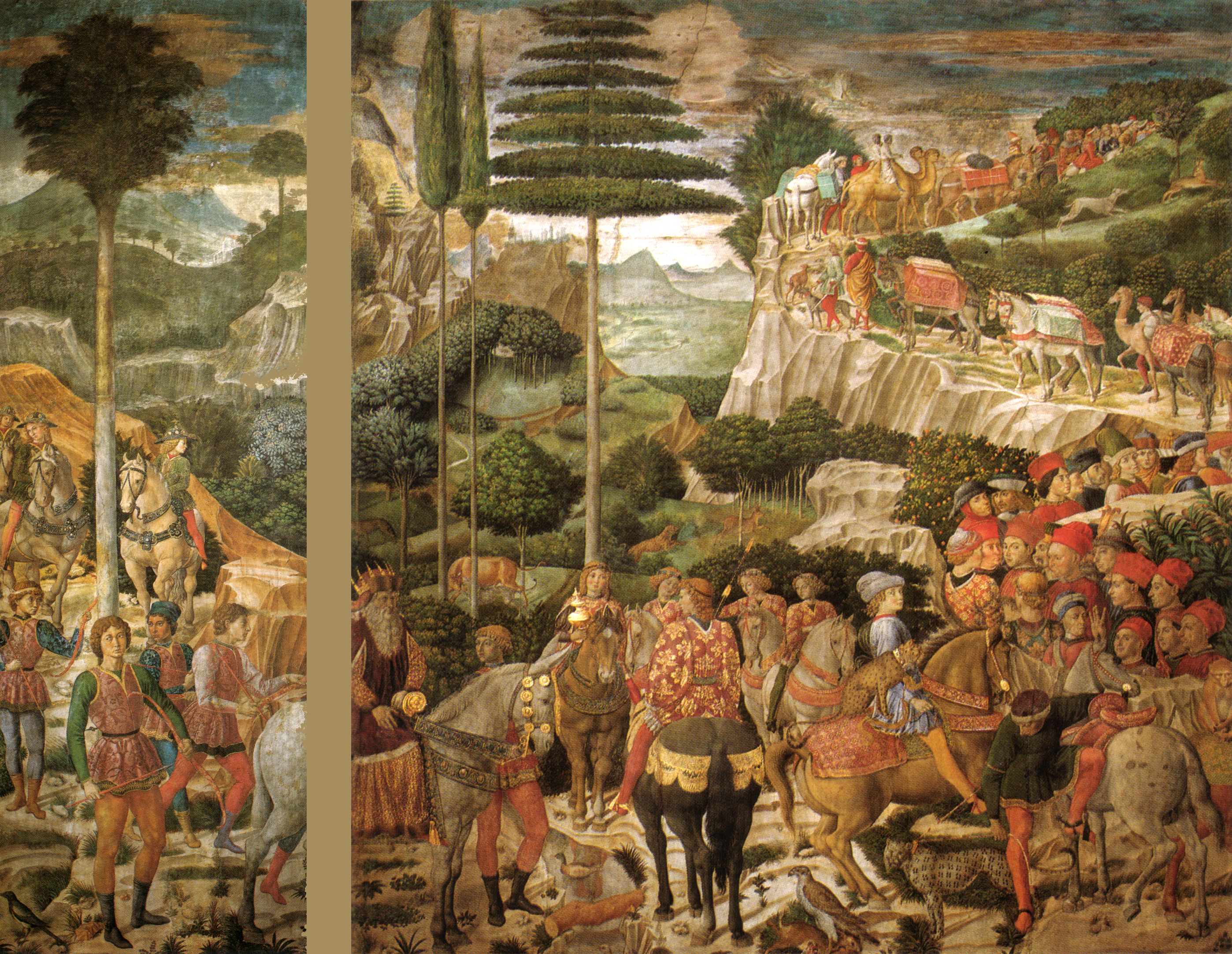
Pared Oeste.

## Ábside
En el ábside se representa la vigilia de los pastores y dos coros angélicos, en el estilo de Fra Angelico, maestro de Gozzoli. El comitente, Piero de Cosimo, consideró que algunos de los serafines eran inadecuados, y exigió al pintor que los rehiciera. Aunque Gozzoli accedió a ello, no lo hizo finalmente. Como retablo para el altar se encargó a Filippo Lippi la Adoración en el bosque o de Cristo Niño, que actualmente se encuentra en Berlín (en la capilla se muestra una copia).
|  |  |  |  |  |

## Pavimento y artesonado
El pavimento imita los vivos colores y detalles de los frescos. El artesonado y la carpintería son diseño de Giuliano da Sangallo.
|  |  |  |